# Model ekonomiczny
Model ekonomiczny – model dający uproszczony obraz rzeczywistości ekonomicznej (gospodarczej).

## Opis
Model ekonomiczny stosuje się, aby uzyskać uproszczony obraz rzeczywistości. Próba przedstawienia całej rzeczywistości gospodarczej jest bezcelowa i z góry skazana na niepowodzenie ze względu na nieskończoną ilość szczegółów.
Założenia upraszczające modelu ekonomicznego mogą dotyczyć każdej kwestii:
- np. zarobków społeczeństwa (każdy obywatel ma pensję równą średniej krajowej),
- polityki zagranicznej państwa (państwo nie utrzymuje żadnych stosunków ekonomicznych z zagranicą)
- czy podstawowych kategorii ekonomicznych jak cena: (cena za daną usługę nie zmieni się w przeciągu dwóch lat) lub inflacja (w przeciągu dwóch lat będzie utrzymywać się na stałym poziomie).

Model ekonomiczny może mieć różne formy. Można go przedstawić za pomocą słów, wykresów czy układów równań matematycznych.
Przykładem najprostszego ekonomicznego modelu matematycznego może być model popytu na dobro – popyt na dobro {\displaystyle (P_{p})} zależy tylko od ceny {\displaystyle (c)} tego dobra. Wówczas zależność tę zapiszemy w postaci równania: {\displaystyle P_{p}} {\displaystyle =f(c),} które odczytujemy następująco popyt jest funkcją ceny.

### Rodzaje modeli ekonomicznych
- model dochodu permanentnego
- model dyfuzji
- model hierarchii efektów
- model IS-LM
- model jednostopniowej preferencji
- model wzrostu Solowa
- model Baumola-Allaisa-Tobina (BAT)